# Planétarium de Hambourg

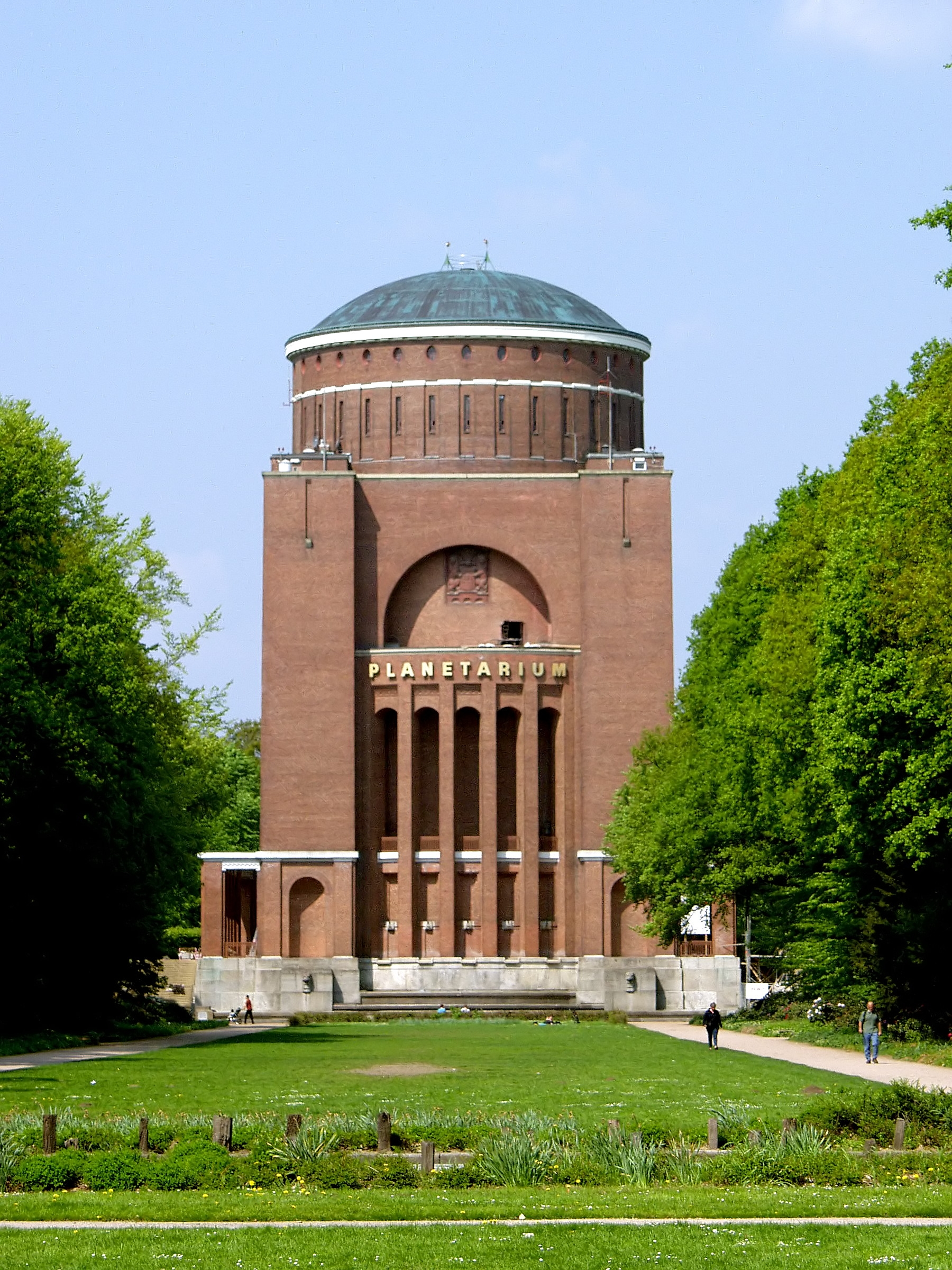
Le planétarium de Hambourg

Le planétarium de Hambourg est installé dans un ancien château d'eau du Stadtpark de Hambourg, en Allemagne.
Le grand château d'eau, d'une hauteur de soixante mètres, a été construit à partir de 1912 et mis en service à 1915, lors de la Première Guerre mondiale. Il a été utilisé comme tel jusqu'en 1924.
Le planétarium a été fondé en 1930. Sa coupole de projection a un diamètre de 22 m. Le projecteur est du type ZEISS-Universarium Modell 9 de la société Carl Zeiss, datant de 2006.
Aujourd’hui, le planétarium est l’un des plus visités d’Allemagne et joue un rôle central dans la vulgarisation de l’astronomie et des sciences de l’espace. Il propose des spectacles immersifs, des conférences scientifiques et des projections à destination du grand public comme des établissements scolaires. Son intégration dans le Stadtpark en fait aussi un lieu culturel et touristique majeur de la ville de Hambourg.